# Mange gode år
|  | Denne artikel er oprettet af botten PalnaBot ud fra en ekstern database. Den kan derfor have sproglige fejl eller mangler. Denne skabelon kan fjernes efter kontrol af indholdet. |

Mange gode år er en dokumentarfilm fra 1961 instrueret af Jørgen Thoms efter manuskript af Jørgen Thoms.

## Handling
En lille film der viser forskellige områder af omsorgsarbejdet for de ældre i København, såvel i hjemmet som i forskellige institutioner, f.eks. genoptræning og beskæftigelse.